# 조선민주주의인민공화국의 공훈예술가
공훈예술가(功勳藝術家)는 조선민주주의인민공화국에서 미술, 사진 촬영, 작곡 등의 예술 분야에서 공훈을 인정 받은 예술인에게 훈장과 함께 수여하는 명예 칭호이다. 무대 공연 분야의 공훈배우와 동급이며, 같은 분야 최고의 칭호인 인민예술가보다는 한 단계 아래이다.
인민배우, 공훈배우 칭호와 함께 1952년 〈인민배우, 공훈배우, 공훈예술가 칭호를 제정함에 관하여〉라는 최고인민회의 상임위원회 정령으로 제정되었으며, 회화와 조각, 도표, 장식, 공예 및 작곡 부문에서 창작 및 간부 양성에 공이 큰 사람에게 수여하는 것으로 명시되어 있다.
화가 정관철, 김기만, 최상건, 강신범, 배운성 도예가 임사준 등이 공훈예술가 칭호를 받은 것으로 알려져 있다.

## 같이 보기
- 조선민주주의인민공화국의 인민예술가
- 조선민주주의인민공화국의 인민배우
- 조선민주주의인민공화국의 공훈배우

## 참고자료
- 디지털 북한 백과사전 - 공훈예술가
- 《데일리NK》 (2007.7.31) 北 인민·공훈예술가 미술작품 다음달 구미 전시